# 聖公會九龍灣基樂小學
聖公會九龍灣基樂小學（英語：SKH Kowloon Bay Kei Lok Primary School），為香港觀塘區一所津貼小學，其前身為聖公會基樂小學上午校，於1983年由同系兩間地下小學合併而成，再於2003年分拆及遷至現址。

## 歷史
此校前身為聖公會基樂小學的上午校，更前身為同系地下小學－基信學校及聖巴拿巴學校，分別於1959年及1961年創立。至1982年，兩校獲分配位於樂華邨的校舍，並暫停辦學一年，隨後於翌年以半日制形式合併及恢復運作。
至2001年，基樂小學上午校再獲分配九龍灣現址的新建校舍，並於兩年後正式分拆，改為現名。同時，兩校亦於各自校舍實行全日制授課。

## 校舍
此校為一座後期型小學千禧校舍，佔地6,230平方米，設30間課室及各種特別室。
校舍與同期分拆的九龍灣聖若翰天主教小學綑綁於同一份合約，皆由中土工程承建，2001年12月動工，至2003年竣工啟用。

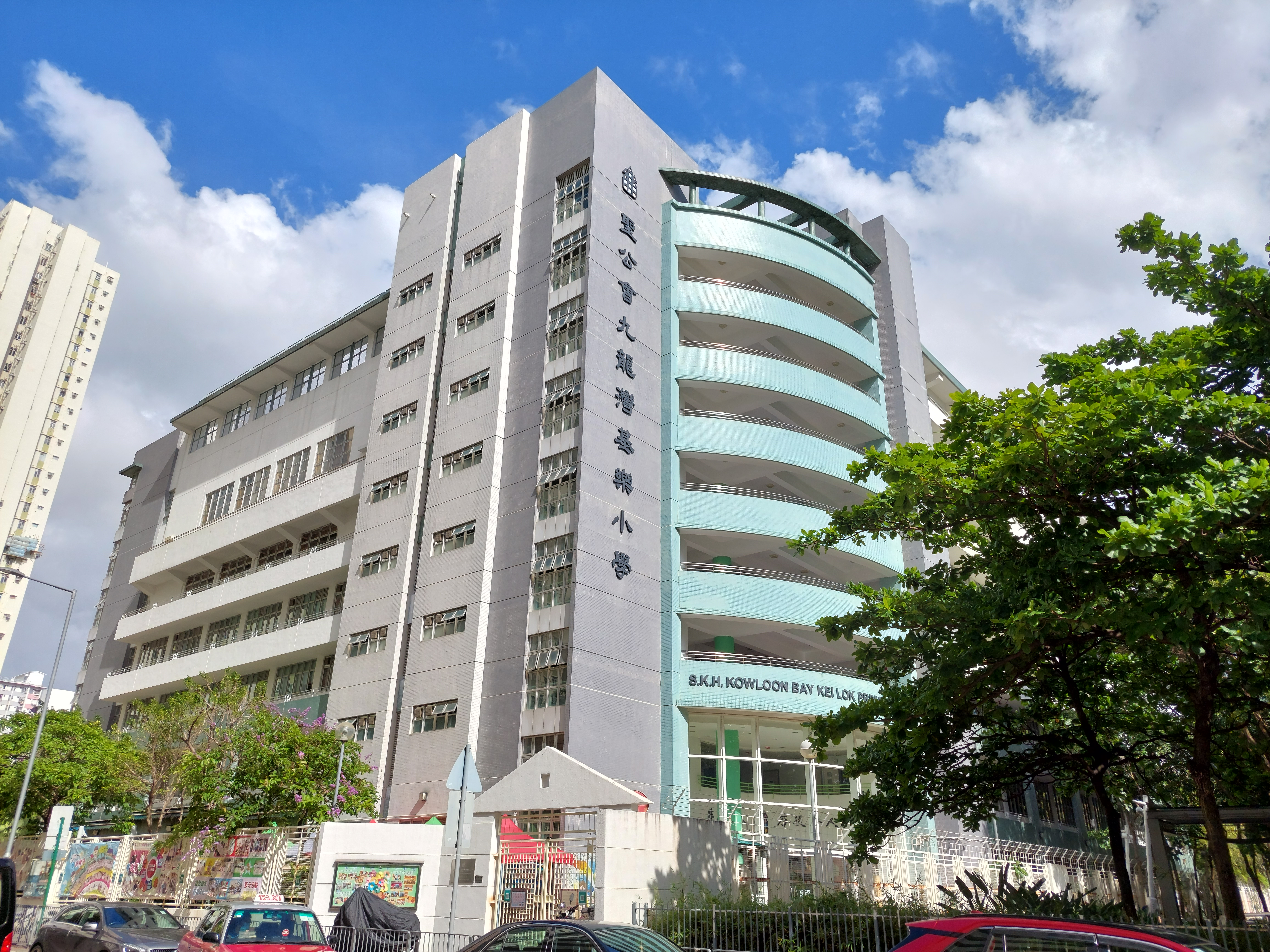
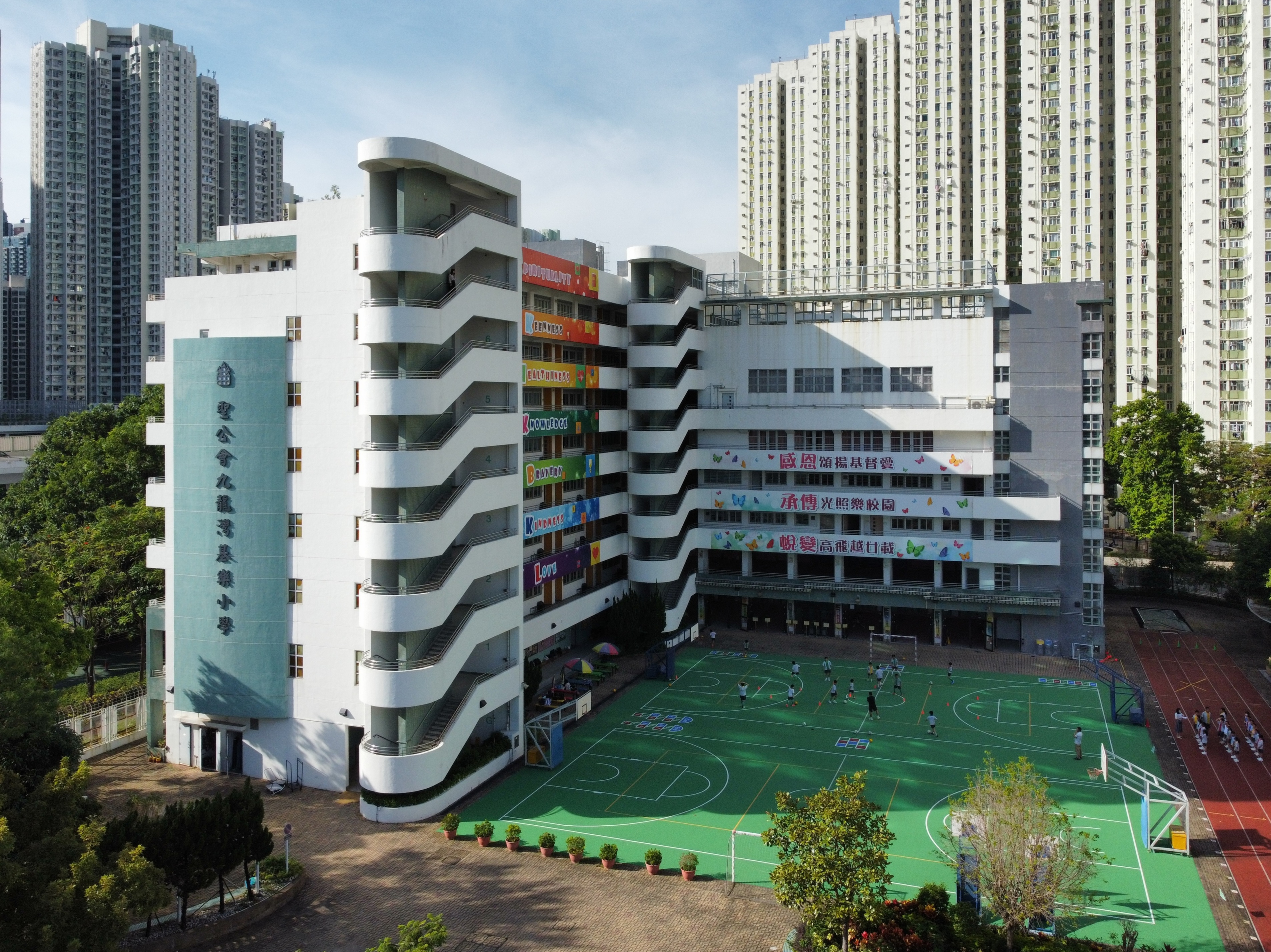

## 歷任行政人員

### 校監
- 彭長緯 議員，GBS，JP（2003年-？，創校校監）[7]
- 鄒小磊 先生（現任校監）

### 校長
- 黃永銳 先生（2003年-2013年，全日制首任校長，由原校過渡）[8]
- 林鳯儀 女士（2013年-2024年）[9]
- 陳小燕 女士（2024年履新，現任校長）

## 外部連結
- 聖公會九龍灣基樂小學官方網站 （页面存档备份，存于）